# بخش امستیتن
بخش امستیتن (به آلمانی: Amstetten District) یک سکونتگاه مسکونی در اتریش است که در نیدراسترایش واقع شده‌است.